# Wasserkraftwerk Skafså II
Das Wasserkraftwerk Skafså II, auch Osen genannt, ist ein 1954 in Betrieb genommenes und von der Skafså Kraftverk ANS betriebenes Wasserkraftwerk in der Kommune Kviteseid in der Provinz Telemark in Norwegen. Es gehört zum Arendalsvassdraget und wird aus dem See Skrevatn gespeist. Das Wasser wird zunächst durch einen 2,2 km langen Tunnel und anschließend durch 300 m lange Röhren geleitet. Der Abfluss erfolgt in den See Vråvatn.
Die installierte Leistung in Osen beträgt 16,5 MW und die durchschnittliche Bruttostromerzeugung 67,5 GWh pro Jahr.